# 이시자키 고토미
이시자키 고토미(일본어: 石崎 琴美, いしざき ことみ, 1979년 5월 24일~)는 일본의 컬링 선수이다. 2002년과 2010년,  2022년 동계 올림픽에 일본 국가대표로 참가하였으며, 2022년 올림픽에서 은메달을, 2003년 동계 아시안 게임에서 금메달을 획득했다. 